# Walter Langer
Walter Langer, nemški general in vojaški veterinar, * 24. april 1890, † 16. februar 1959.